# Bộ Thanh mai
Bộ Thanh mai (danh pháp khoa học: Myricales) là một bộ thực vật được công nhận trong một vài hệ thống phân loại thực vật. Trong hệ thống phân loại năm 1981 của Arthur John Cronquist bộ này chỉ chứa một họ (Myricaceae) với khoảng 50 loài trong thực vật hai lá mầm, thuộc phân lớp Kim lũ mai (Hamamelidae). Hệ thống APG II năm 2003 không công nhận bộ này và đặt họ duy nhất của nó trong bộ Dẻ (Fagales).